# خطوط عبر العالم الجوية الرحلة 800 (1964)
خطوط عبر العالم الجوية الرحلة 800 عبارة عن خدمة ركاب دولية مجدولة من كانساس سيتي، ميزوري إلى القاهرة، مصر عبر شيكاغو ونيويورك سيتي وباريس وميلانو وروما وأثينا. تحطمت طائرة بوينغ 707 أثناء إقلاعها على المدرج 25 في مطار ليوناردو دا فينشي فيوميتشينو، روما في الساعة 13:09 بتوقيت جرينتش في رحلة إلى مطار أثينا الدولي، اليونان في 23 نوفمبر 1964.
عندما وصلت الطائرة إلى سرعة 80 عقدة خلال لفة الإقلاع، أشارت أدوات المحرك رقم 4 إلى عدم وجود قوة دفع. افترض طاقم الطائرة أن هذا المحرك قد تعطل، نظرًا لأن الطائرة كانت أقل من V 1، كان الإجراء الأكثر أمانًا هو إجهاض الإقلاع، والذي تم عندما كانت الطائرة على بعد حوالي 800 متر على طول المدرج. حقق ذلك من خلال طلب الدفع العكسي الكامل على جميع المحركات، بالإضافة إلى نشر عاكسات الدفع الخاصة بهم. بدأت الطائرة في التباطؤ، ولكن ليس بالسرعة المتوقعة. كما أن توجيهها لم يكن يعمل بشكل طبيعي.
عندما بدأت الضاغطة في عبور المدرج، لم تكن الطائرة قادرة على تجنب الاصطدام بها. في النهاية توقفت الطائرة لمسافة 260 مترًا أخرى على المدرج وبدأت عملية الإخلاء. لكن الدخان وألسنة اللهب سدت معظم مخارج الركاب، مما جعل الهروب بطيئًا، وبعد إجلاء 23 شخصًا فقط من أصل 73 شخصًا على متن الطائرة، انفجرت الطائرة، مما أسفر عن مقتل الخمسين الباقين.
وكان من بين القتلى البارزين راكب الموقر إدوارد سيليستين دالي ‏، OP، أسقف أبرشية الروم الكاثوليك في دي موين ‏، أيوا، في الولايات المتحدة، والذي كان قد شارك للتو في مجلس الفاتيكان الثاني.